# Ханаєв Никандр Сергійович
Ника́ндр Сергі́йович Хана́єв (рос. Никандр Сергеевич Ханаев; * 27 травня (8 червня) 1890, село Пісочня, нині Шиловського району Рязанської області Росії — † 23 липня 1974, Москва) — російський радянський оперний співак (драматичний тенор). Народний артист СРСР (1951).

## Біографія
У 1921—1924 роках навчався в Московській консерваторії у Лідії Звягіної.
У 1926—1954 роках — соліст Великого театру СРСР у Москві.
У 1948—1950 роках викладав у Московській консерваторії.
27 травня 1951 року у зв'язку з 175-річчям Великого театру Никандру Ханаєву надано звання «Народний артист СРСР».
Лауреат Сталінської премії (1943, 1949, 1950).
Батько актриси Євгенії Ханаєвої.